# Джуманиязов, Маркс Джуманиязович
Маркс Джуманиязович Джуманиязов (узб. Marks Djumaniyoyzovich Djumaniyozov; 18 августа 1938 года, кишлак Аякдорман, Хорезмская область, УзССР — 27 декабря 2012 года, Ташкент, Узбекистан) — узбекский государственный деятель, первый хоким Хорезмской области, министр сельского и водного хозяйства. В 1994 году был награжден медалью «Шухрат».
В 2008 году была представлена книга Маркса Джуманиязова под названием «Эсимда колган онлар» («Моменты, оставшиеся в памяти»). В этой книге рассказывается о человеке, который посвятил всю свою жизнь служению своему народу, о его трудолюбии и преданности. Маркс Джуманиязов, инженер и специалист в области сельского хозяйства, с гордостью и вдохновением пишет о своей любимой профессии. Он не только был специалистом в сфере сельского хозяйства, но также проявлял интерес к многим другим областям, встречался с их представителями, дружил и часто обсуждал различные вопросы. В книге приводятся интересные сведения о представителях разных сфер.
Особое внимание уделено народу Хорезма, который известен своей любовью к искусству, а также уникальной древней музыке этого региона. В книге содержатся увлекательные сведения о таких известных деятелях искусства, как Хажихон Балтаев, Комилжон Отаниязов, Отажон Худойшукуров.
Маркс Джуманиязов оставил яркий след в истории Хорезма благодаря своему трудолюбию и лидерским качествам. Его деятельность оказала значительное влияние не только на развитие региона, но и на сельскохозяйственную отрасль всей республики.

## Биография
Родился 18 августа 1938 года в кишлаке Аякдорман (ныне Янгибазарский район Хорезмской области).
Получил образование инженер-механика, окончив Ташкентский институт инженеров ирригации и механизации сельского хозяйства. Управлял трестом «Хорезмсовхозвдстрой» и внёс большой вклад в освоение песчаных земель под рисоводство. С 1975 по 1990 занимал партийные должности председателя Ханкинского, Ургенчского и Янгибазарского районов. С апреля 1990 года работал председателем хорезмского областного объединения «Сельхозснабремонт».
27 января 1992 года указом президента Узбекистана Ислама Каримова назначен первым хокимом Хорезмской области. Занимал должность хокима до мая 1995 года.
8 января 1996 года указом президента Узбекистана Ислама Каримова назначен министром сельского хозяйства Узбекистана, сменив на этом посту Расулмата Хусанова. Министр сельского хозяйства Узбекистана до ноября 1997 года, а позже работал руководителем Государственной службы карантина растений.
Скончался 27 декабря 2012 года в Ташкенте.